# آمی یوآسا
آمی یوآسا (انگلیسی: Ami Yuasa؛ زادهٔ ۱۱ دسامبر ۱۹۹۸) ورزشکار رقص بریک اهل ژاپن است.
وی در مسابقات کشوری و بین‌المللی در مجموع برندهٔ ۴ مدال طلا، ۲ مدال نقره شده است.